# Żulice
Żulice – wieś w Polsce położona w województwie lubelskim, w powiecie tomaszowskim, w gminie Telatyn. Przez wieś przebiega droga wojewódzka nr 852.
| SIMC    | Nazwa   | Rodzaj    |
| ------- | ------- | --------- |
| 0901909 | Kolonia | część wsi |

W latach 1975–1998 miejscowość administracyjnie należała do województwa zamojskiego.
Wieś stanowi sołectwo gminy Telatyn. Według Narodowego Spisu Powszechnego z roku 2011 wieś liczyła 371 mieszkańców.
Wieś jest siedzibą rzymskokatolickiej parafii Podwyższenia Krzyża Świętego.

## Historia
Wieś historycznie położona w staropolskim powiecie bełskim.
Po inkorporacji ziemi bełskiej Kazimierz Jagiellończyk nadał kilku dygnitarzom bełskim wsie z domeny królewskiej. W 1462 roku nadanie w postaci wsi Żulice otrzymał Dobiesław Byszowski herbu Jastrzębiec, ówczesny starosta bełski. Po 1518 roku przeszła do Zawadzkich herbu Lis. Spis poborowy z 1564 roku pokazał we wsi jedynie 2 łany (33, 6 ha) gruntów uprawnych. W 1564 i następnie w roku 1571 należała do Jana Zawadzkiego, który był ponadto właścicielem Steniatyna. W XVIII wieku wieś należała do Hadziewiczów, zaś od roku 1796 do końca XIX wieku do rodziny Makomaskich. Wincenty Makomaski wystawił tu w roku 1827 kościół murowany który początkowo służył jako kaplica grobowa, Po roku 1870 przyłączona do cerkwi prawosławnej, w roku 1919 przemianowana na kościół rzymskokatolicki.

## Zabytki
- Klasycystyczny dwór byłych właścicieli wsi, Makomaskich, pochodzący z XVIII w., otoczony parkiem krajobrazowym założonym w XIX stuleciu. W otoczeniu dworu znajduje się także XIX-wieczny spichlerz i stajnie. Obecnie w dworze mieści się szkoła podstawowa.
- Wincenty Makomaski wybudował tu w latach 1827–1828 kościół Podwyższenia Krzyża Świętego, pełniący pierwotnie funkcję rodowej kaplicy grobowej. Po 1870 r. został zamieniony na cerkiew prawosławną, od 1919 r. znowu jest świątynią rzymskokatolicką. Zbudowany w stylu klasycystycznym, wyróżnia się fasadą z portykiem wspartym na czterech kolumnach toskańskich.

Do rejestru zabytków wpisano:
kościół parafialny pw. Znalezienia Krzyża, wystawiony w latach 1827–1828, odbudowany po 1944/1945, nr rej.: A/1475 z 6.09.1983
zespół dworski, nr rej.: A/468 z 30.09.1959, z 17.04.1970 i z 2.04.1990, składający się z dworu z XVIII wieku, spichrza z połowy XIX parki dworskiego z połowy XIX